# Costileva
Costileva (ukr. Костилева, Kostyłewa) – wieś w Rumunii, w okręgu Suczawa, w gminie Ulma. W 2011 roku liczyła 265 mieszkańców. 